# Hetman nakaźny
Hetman nakaźny – osoba pełniąca tymczasowo funkcję hetmana, wybierana ze swego grona przez starszyznę kozacką w razie śmierci poprzedniego hetmana, lub jego trwałej niezdolności do sprawowania funkcji. Funkcja ta była obecna wśród Kozactwa na Naddnieprzu w XVII i XVIII wieku.
Hetmana nakaźnego wybierano również (najczęściej spośród pułkowników) w celu dowodzenia wojskiem kozackim w sytuacji, kiedy hetman z różnych powodów nie mógł tego czynić (na przykład w czasie rozmów dyplomatycznych).
Wybór hetmana nakaźnego ogłaszano uniwersałem, a od lat 20. XVIII wieku carskim ukazem.